# 沖縄の弁護士資格者等に対する本邦の弁護士資格等の付与に関する特別措置法
沖縄の弁護士資格者等に対する本邦の弁護士資格等の付与に関する特別措置法（おきなわのべんごししかくしゃとうにたいするほんぽうのべんごししかくとうのふよにかんするとくべつそちほう、昭和45年4月28日法律第33号）は、復帰前の沖縄の法令の規定による弁護士となる資格を有する者（弁護士法の規定による弁護士となる資格を有する者を除く）等に対する日本の弁護士資格等の付与等に関する（同法1条）日本の法律である。

## 概要
復帰前の沖縄では、戦前の高等文官試験司法科（現在の司法試験に相当）の合格者の他に、米国民政府によって制定された「琉球民裁判所制（米国民政府布告第12号）」に基づいて資格を取得した弁護士（布令弁護士）が存在した。
沖縄復帰に関連し、布令弁護士に絡んで法務省の司法試験管理委員会（現在の司法試験委員会）が沖縄復帰までに法曹として必要な学識及びその応用能力を有するどうかを判定するための以下の順で試験や講習や選考を実施した。
試験
「沖縄における通算3年未満の法曹家」や「沖縄における司法修習生」は裁判や検察や弁護士事務の実務に関する基礎的素養があるかどうかを判定するために行なう試験が実施された。
「沖縄における通算3年以上の法曹家」や「沖縄における司法修習課程修了者」については試験が免除された。
講習
「沖縄における通算3年未満の法曹家」や「沖縄における司法修習生」で試験に合格した者及び「沖縄における通算3年以上の法曹家」や「沖縄における司法修習課程修了者」は次の選考を受けようとする者のために、日本の法令並びに裁判、検察及び弁護士事務の実務に関する講習が実施された。
選考
講習を受けた者に対し、日本の裁判官、検察官又は弁護士として必要な学識及びその応用能力があるかどうかを判定するために行なう選考が実施された。
以上の過程を経て選考等に合格した者は日本国で弁護士の資格が与えられた。一方で、この選考等を受けなかった者や不合格だった者は、沖縄県内に限り「沖縄弁護士」の名称を用いての弁護士業務が認められた。